# Gustav Hertz
Gustav Ludwig Hertz (Amburgo, 22 luglio 1887 – Berlino, 30 ottobre 1975) è stato un fisico tedesco.
Lo zio paterno fu Heinrich Rudolf Hertz, e Gustav iniziò la sua carriera lavorando come tecnico di laboratorio. Divenuto professore, condusse esperimenti di fisica atomica presso l'università di Berlino ma, allontanatosi dall'ambiente accademico, si trasferì in Unione Sovietica, dove riprese a insegnare presso l'università di Mosca. Nel 1913 studiò con James Franck il potenziale di ionizzazione degli atomi dei diversi elementi, osservando che l'energia d'urto di questi con gli elettroni viene assorbita, solo secondo modalità predeterminate, dagli atomi. Tali ricerche contribuirono agli sviluppi successivi della fisica atomica. Premio Nobel nel 1925 con James Franck.